# Car 67
"Car 67" is een nummer van Driver 67, uitgebracht in november 1978. Het stond twaalf weken in de Britse hitlijst en bereikte in februari 1979 een piek van nummer 7.
Het nummer is een ballad over een taxichauffeur die de dag ervoor uit elkaar is gegaan met zijn vriendin en weigert een bepaalde persoon op te halen bij 83 Royal Gardens (de passagier is, zonder medeweten van de controleur, de vrouw in kwestie). Het nummer is gearrangeerd als de taxichauffeur die de tekst zingt, afgewisseld met de stem van de taxicontroleur; die laatste heeft een kenmerkend West Midlands-accent.